# Rohtak
Rohtak (hindi रोहतक) – miasto w Indiach, w stanie Hariana. W 2001 r. zamieszkiwane przez 286 773 osób. Według danych z 2011 roku 373 133 mieszkańców.
Posiada rozwinięty przemysł włókienniczy. W mieście znajduje się duży ośrodek handlu rolniczego.